# Hlewin
Hlewin (biał. Глівін, ros. Гливин) – wieś na Białorusi, w rejonie borysowskim obwodu mińskiego, około 10 km na południowy wschód od Borysowa, na prawym brzegu Berezyny.

## Historia
W XVII wieku dobra te należały do rodziny Ogińskich. Marcjan Aleksander Ogiński kanclerz wielki litewski oddał cały swój tutejszy majątek jezuitom. Spadkobiercy Ogińskiego oprotestowali tę darowiznę i wiedli długoletni proces z zakonem, w ramach którego to sporu biskup Konstanty Kazimierz Brzostowski rzucił na nich klątwę. Hlewin pozostał własnością jezuitów aż do kasaty zakonu w 1773 roku. Majątek został kupiony przez kalwińską rodzinę Świdów i pozostał jej własnością aż do 1917 roku. Ostatnim właścicielem Hlewina był Stanisław Świda.
W XVIII wieku wybudowano w Hlewinie kościół unicki pw. Podwyższenia Krzyża Świętego, w 1839 roku, po kasacie przekształcony na cerkiew prawosławną. W latach 1865–1866 wybudowano tuż obok starej cerkwi nową, większą świątynię. W 1800 roku we wsi był browar, karczma, młyn i kuźnia. Do rozwoju wsi przyczynił się w połowie XIX wieku Wiktor Świda. W latach 70. XIX wieku pracowały tu już 2 młyny, przynoszące Świdom pokaźne zyski. W 1885 roku mieszkało tu 612 osób. 
W wyniku I rozbioru Polski Hlewin znalazł się w 1772 roku w Imperium Rosyjskim.
W latach 1919–1920 wieś znalazła się pod polskim zwierzchnictwem, będąc siedzibą gimny Hlewin. Ostatecznie, po ustaleniu przebiegu granicy polsko-radzieckiej znalazła się na terytorium ZSRR. Od 1924 roku stała się siedzibą sielsowietu.

## Dawne zabytki
- W 1783 roku Stefan Świda wybudował w Hlewinie przestronny dwór drewniany na planie wydłużonego prostokąta. Początkowo był to budynek piętnastoosiowy, jednak z czasem dobudowano do niego dwa węższe skrzydła, a około 1870 roku Florian Świda rozbudował budynek od strony ogrodu. Elewacja dworu miała formę nietynkowanego starego drewna. Nad szerokim gankiem na sześciu kolumnach opierał się trójkątny szczyt. Wnętrze dworu było dwutraktowe. Dwór przetrwał I wojnę światową i rewolucję październikową. W XX wieku budynek zajęło wojsko, później była to siedziba sowchozu, wreszcie – kołchozu.
- W obrębie zabudowań dworskich znajdował się, znacznie starszy niż dwór, dwupiętrowy klasztor jezuitów zbudowany na planie kwadratu, otoczony ze wszystkich stron kolumnadą. Po kasacie został przerobiony na lamus.
- Wokół zabudowań dworu znajdował się dziesięciohektarowy park, o charakterze widokowym[2].

Majątek w Hlewinie został opisany w 1. tomie Dziejów rezydencji na dawnych kresach Rzeczypospolitej Romana Aftanazego.